# Louis Moreau Gottschalk
Louis Moreau Gottschalk (Nueva Orleans, 8 de mayo de 1829-Río de Janeiro, 18 de diciembre de 1869) fue un compositor y pianista estadounidense.

## Biografía
Estuvo inmerso en el medio musical desde temprana edad por influencia de la población latinoamericana de Nueva Orleans. A los 13 años lo enviaron a Francia para estudiar música, volviéndose rápidamente conocido en toda Europa por su virtuosismo en el piano y como compositor de obras complejas. A lo largo de los años 1850 a 1852 realizó giras por Francia, Suiza y España, estando algún tiempo afincado en Madrid y ofreciendo conciertos para la nobleza de la época, como es el caso del que dio en Sanlúcar de Barrameda para los duques de Montpensier el 25 de agosto de 1852.
Regresó a los Estados Unidos en 1853 haciendo una gira por el país, las Indias Occidentales y Sudamérica junto a la soprano Adelina Patti. En marzo de 1854 acompaña al prodigioso violinista José White en su primer concierto público en Matanzas (Cuba), a quien incitó a completar sus estudios musicales en Francia. En Nueva York descubre el talento pianístico de Teresa Carreño quien ya a los cinco años practicaba más de 500 ejercicios compuestos por su padre que se paseaban por las dificultades rítmicas y técnicas más importantes.  A los seis publicó su primera obra dedicada a Gottschalk (Gottschalk Waltz), agotada en tres ediciones sucesivas en un solo año. 
Gottschalk compuso óperas y sinfonías, entre ellas, A Night in the Tropics y À Montevideo; es más conocido por sus más de 200 piezas para piano, como Le Bananier, La Bamboula, Ojos Criollos,  L'Union, Le Banjo y The Dying Poet.
Fue también el primer pianista norteamericano en conseguir reconocimiento internacional y el primer compositor estadounidense en emplear ritmos y temáticas latinoamericanas y criollas. Una de las causas de esto fue su amistad con Manuel Saumell. Falleció súbitamente de una peritonitis cuando se encontraba de gira en Río de Janeiro en 1869.